# Горнак, Михаил Сергеевич
Михаил Сергеевич Горнак (бел. Міхаіл Сяргеевіч Гарнак; род. 9 марта 1989, Минск) — белорусский футболист, выступавший на позиции нападающего.

## Карьера

#### Футбольная карьера
Футболом начал заниматься в футбольной секции Юрия Вениаминовича Рассолько. Позже футболист попал в РМ-БАТЭ, откуда через пару лет со скандалом перешёл в МТЗ-РИПО, так как борисовский клуб не хотел отпускать футболиста, даже был суд. В 2006 году футболист был отправлен в ПМЦ-Поставы. С 2007 года стал выступать за дублирующий состав МТЗ-РИПО. Дебютный матч в Высшей лиге сыграл 16 августа 2008 года против ждановичской «Дариды».
В 2009 году футболист отправился в бобруйскую «Белшину», летом вернувшись в минский клуб. В 2010 году на правах арендного соглашения выступал в клубе СКВИЧ. В 2011 году провёл сво первый полноценный сезона за уже на тот момент минский «Партизан» в Первой лиге. По окончании сезона покинул клуб. Позже проходил просмотр в эльблонгской «Олимпии», однако контракт так и не подписал. В 2012 году перешёл в микашевичский «Гранит». В 2013 году футболист перешёл в «Берёзу-2010», где провёл 2 полноценных сезона.
В начале 2015 года футболист думал завершить карьеру футболиста, устроившись работать мерчендайзером, поддерживая форму всё с той же «Берёзой-2010». Затем футболист присоединился к минским «Крумкачам». Футболист быстро закрепился в клубе при Олеге Анатольевиче Дулубе. В июле 2015 года футболист решил завершить карьеру футболиста, покинув клуб. В 2018 году сыграл матч за клуб СДЮШОР-МТЗ-Сябар в Кубке Беларуси против «Узды».

#### Медийная карьера
Через некоторое время после завершения профессиональной карьеры стал комментировать футбольные матчи. В 2023 году стал одним из ведущих канала «На Банке» на YouTube, на котором рассказывал о белорусском и мировом футболе.

## Семья
Отец Сергей Горнак советский футболист, выступавший на позиции полузащитника, футбольный тренер.